# Politique étrangère du Cameroun
La politique étrangère du Cameroun désigne l’ensemble des relations internationales de la république du Cameroun depuis son indépendance en 1960. Dans son histoire coloniale, le Cameroun a connu une triple administration allemande, anglaise et française dont il a hérité un plurilinguisme qui influence sa politique étrangère.

## Chronologie des relations

### Le Cameroun sous le mandat d'Ahmadou Ahidjo (1960-1982)

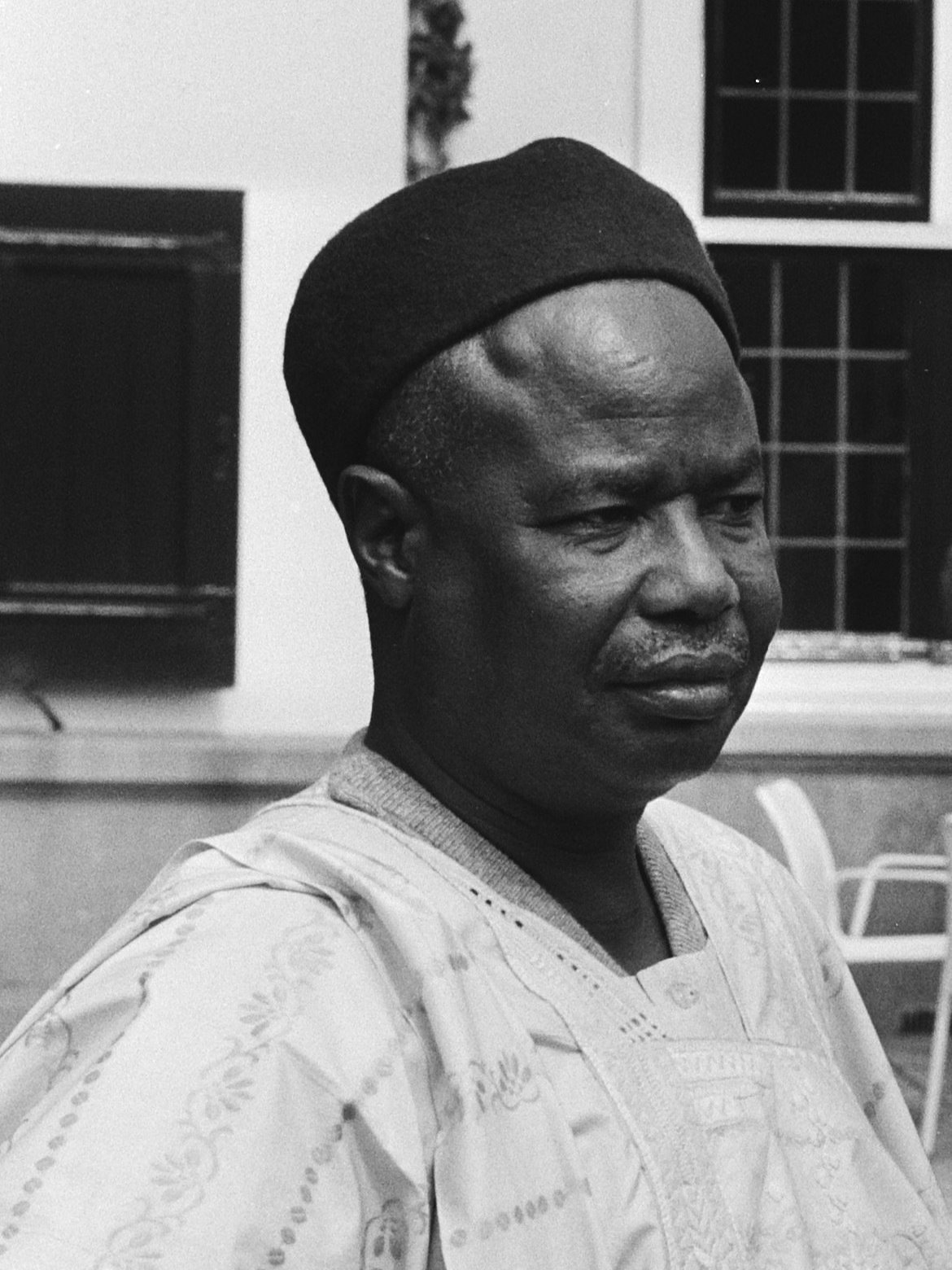
Ahmadou Ahidjo, président camerounais de 1960 à 1982.

Ahmadou Ahidjo est élu premier président de la république du Cameroun le 5 mai 1960. En 1961, le Cameroun méridional, partie sud du Cameroun britannique se rattache à la république du Cameroun pour former la république fédérale du Cameroun. Ahmadou Ahidjo est introduit par la France, l'une des anciennes puissances tutélaires du pays qui s'en sert pour garder le Cameroun dans sa zone d'influence, et empêcher le mouvement nationaliste de l'Union des populations du Cameroun de prendre le pouvoir.  
En 1962, le Franc CFA devint la monnaie officielle du pays. 
Ahmadou Ahidjo instaure une dictature autoritaire avec un parti unique, l'Union nationale camerounaise, et un culte de la personnalité.
Le Cameroun se tient à l'écart des deux blocs pendant la guerre froide, proclamant son attachement au non-alignement. Tout en étant proche de ses anciennes puissances coloniales, le Cameroun entretient des relations diplomatiques avec l’Union soviétique, ainsi qu'avec des pays d’Europe de l'Est comme la Roumanie, la Pologne, la République démocratique allemande, l’Albanie, la Yougoslavie.
Le 20 mai 1972, le président Ahidjo organise un référendum pour mettre fin au système fédéral en vigueur. À la suite d'une majorité de réponses positives, le Cameroun devient la « république unie du Cameroun », et le 20 mai devient la fête nationale.
En 1982, après cinq mandats en tant que président du Cameroun, Ahmadou Ahidjo déclare renoncer au pouvoir pour des raisons de santé. Son Premier ministre Paul Biya, lui succède.

### Le Cameroun sous le mandat de Paul Biya (depuis 1982)

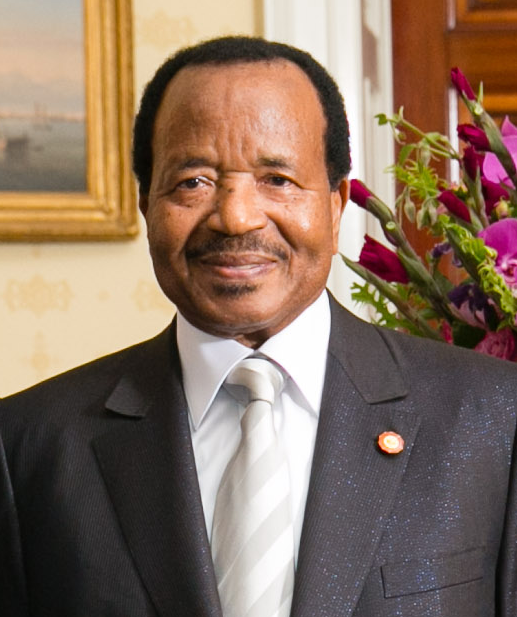
Paul Biya, président du Cameroun depuis 1982.

Paul Biya devient président de la République le 6 novembre 1982, après la démission de son prédécesseur Ahidjo. Il est élu une première fois le 14 janvier 1984, puis réélu pour plusieurs mandats consécutifs jusqu'aux élections présidentielles du 7 octobre 2018. Des personnalités de l'opposition et des gouvernements occidentaux mentionnent des irrégularités dans les votes et des fraudes à chaque élection.
Il maintient des relations étroites entre le Cameroun et ses anciennes puissances colonisatrices : la France, le Royaume-Uni et l'Allemagne.
En dépit de la longévité de sa présidence qui dépasse celle de son prédécesseur; Paul Biya introduit des réformes politiques dans les années 1980 et met en œuvre du multipartisme au début des années 1990. L'ouverture se marque notamment lors des élections municipales d'octobre 1987. 
En 2006, Paul Biya lance l’opération Épervier, censée assainir la classe politique camerounaise, lutter contre la corruption et ainsi rassurer les investisseurs étrangers et bailleurs de fonds internationaux. Paul Biya est accusé par ses opposants de s'en servir pour écarter toute personne - ministres ou hauts-fonctionnaires - qui auraient eu trop d’ambition politique. 
Le 10 avril 2008, trois ans avant l’élection présidentielle de 2011, l'Assemblée nationale camerounaise adopte un projet de loi constitutionnelle qui supprime la limitation du nombre de mandats présidentiels consécutifs, permettant à Paul Biya de se maintenir au pouvoir après 2011. L’annonce cette loi entraînent plusieurs jours d’émeutes dans le pays, contestation accentuée par une hausse des prix de denrées alimentaires.

## Relations avec les autres États africains
Depuis 1963, le Cameroun est membre-fondateur de l'Union africaine.

### Relations avec Nigeria

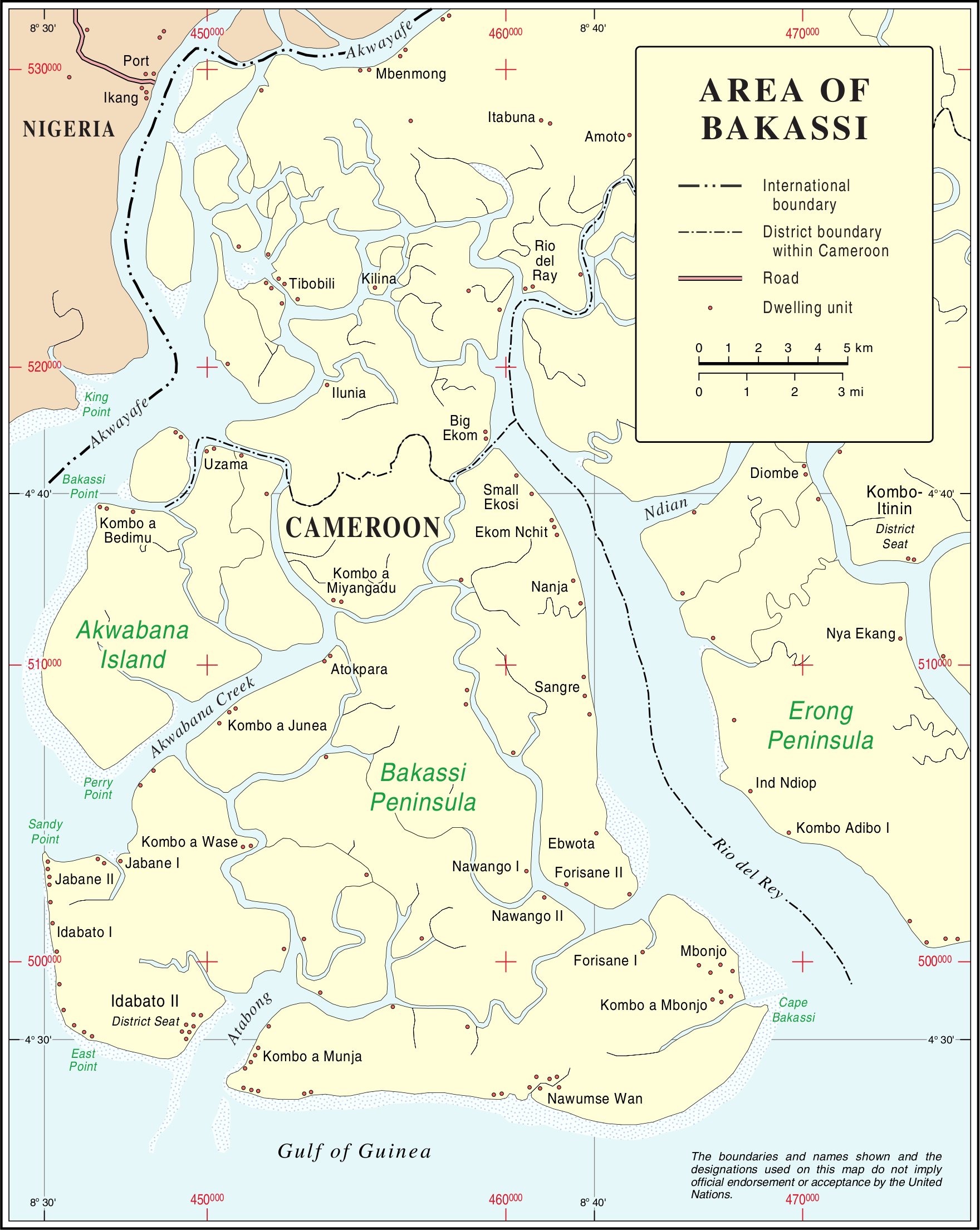
Péninsule de Bakassi, disputée entre le Cameroun et le Nigeria, rattachée au Cameroun en 2008.

Le Cameroun partage à l'ouest une frontière de 1 690 km avec le Nigeria. Les deux États ont obtenu leur indépendance la même année (1960), mais sans consensus sur le tracé de leur frontière. En février 1961, Le Cameroun septentrional britannique (Northern Camerons) choisit par référendum de se rattacher au Nigeria, tandis que le Cameroun méridional britannique (Southern Cameroons) opte quant à lui de se rattacher au Cameroun.  
Entre 1975 et 2008, les deux États ont été en conflit pour la souveraineté sur la péninsule de Bakassi (environ 1 000 km²) et des eaux territoriales qui y sont rattachées, dont le sous-sol est riche en hydrocarbures. Le Nigeria avait reconnu la souveraineté camerounaise sur Bakassi en 1975, par l'accord de Maroua, mais le gouvernement nigérian a par la suite dénoncé cet accord et annexé militairement cette péninsule en décembre 1993.  Des affrontements entre les armées nigériane et camerounaise se poursuivent jusqu’en 1996.
Bakassi a été attribuée au Cameroun par un jugement de la Cour internationale de justice rendu le 10 octobre 2002, que les autorités nigérianes ont fini par accepter, avant de rétrocéder la péninsule au Cameroun le 14 août 2008.
Depuis 2015,  le Cameroun coopère militairement avec le Nigéria au sein de la Force multinationale mixte dont les deux pays sont membres. Cette force est actuellement concentrée dans la lutte contre Boko Haram, dont l'insurrection islamiste menace la sécurité de ces deux États.

### Relations avec la république du Congo
Le Cameroun partage au sud-est une frontière de 523 km avec la république du Congo. En mars 2020, un tronçon routier de 300 km est inauguré entre le Congo et le Cameroun, intégré dans un corridor destiné à relier les capitales des deux pays, Brazzaville et Yaoundé.

### Relations avec le Tchad
Le Cameroun partage au nord-est une frontière de 1094 km avec le Tchad, traversée notamment par le Lac Tchad.
Depuis 2015, le Cameroun coopère militairement avec le Tchad au sein de la Force multinationale mixte dont les deux pays sont membres, et dont le quartier général est situé à N'Djamena. Cette force est actuellement concentrée dans la lutte contre Boko Haram, dont l'insurrection islamiste menace la sécurité de ces deux États.
Sur le plan économique, les deux États coopèrent dans l'exploitation des gisements pétroliers situés aux zones frontalières, au travers du projet pétrolier "Tchad-Cameroun".

### Relations avec la République centrafricaine
Le Cameroun partage à l'est une frontière de 797 km avec la République centrafricaine.

### Relations avec le Gabon
Le Cameroun partage au sud une frontière de 298 km avec le Gabon. Les relations entre les deux États sont marquées par une bonne coopération économique et diplomatique.

### Relations avec le Guinée équatoriale
Le Cameroun partage au sud-est une frontière de 189 km avec la Guinée équatoriale. Les rapports bilatéraux ont parfois été tumultueux depuis leurs indépendances respectives pour des raisons liées au tracé de leur frontière, aux migrations de part et d'autre entre leurs populations, menant au lancement de la construction d'un mur entre les deux pays. Celle-ci est toutefois stoppée par un accord de coopération transfrontalière conclu entre les deux pays en 2020.
En mars 2023, les chefs d'État camerounais et guinéen Paul Biya et Teodoro Obiang Nguema Mbasogo se rencontrent à Yaoundé et signent un accord de coopération dans l’exploitation des champs pétroliers et gaziers transfrontaliers.

### Relations avec le Niger
Depuis 2015, le Cameroun coopère militairement avec le Niger au sein de la Force multinationale mixte dont les deux pays sont membres. Cette force est actuellement concentrée dans la lutte contre Boko Haram, dont l'insurrection islamiste menace la sécurité de ces deux États.

### Relations avec le Sénégal
L'ancien président Ahmadou Ahidjo meurt au Sénégal, où il est enterré depuis sa mort en 1989. Sa veuve Germaine Ahidjo et sa fille résident toujours actuellement à Dakar, capitale du Sénégal et réclament le rapatriement du corps d'Ahmadou Ahidjo au Cameroun, refusé par son successeur Paul Biya.

## Relations avec l'Occident

### Relations avec l'Allemagne
Le Cameroun a été un protectorat allemand entre 1884 et 1916, avant d'être conquis par la France, le Royaume-Uni et la Belgique lors de la campagne du Kamerun durant la Première Guerre mondiale.

### Relations avec la France
Après la Première Guerre mondiale, la partie orientale de l'ancien Cameroun allemand (4⁄5 du territoire) est placée sous administration française jusqu'en 1960. Depuis l'indépendance du Cameroun, la France a apporté son soutien aux deux chefs d'État  qui ont gouverné le pays en 60 ans. La monnaie du Cameroun est le Franc CFA (CEMAC).
La présence économique française au Cameroun est le fait d’une centaine de filiales et d’environ 200 entreprises appartenant à des ressortissants français, notamment les filiales locales du groupe Bolloré qui y gère des infrastructures de transport et des exploitations agricoles,. Le groupe français a obtenu en 1999 des concessions sur la société de chemin de fer Camrail (jusqu’en 2034), et en 2005 la concession du terminal à conteneurs du port de Douala (jusqu’en 2020). Le stock d'investissement direct à l'étranger français au Cameroun s’élevait à 695 millions d’euros en 2017 , en baisse de 5,8 % sur un an.
En 2017, le montant des exportations françaises vers le Cameroun était de 537 millions d’euros, tandis que les importations françaises depuis le Cameroun étaient d'un montant de 476 millions d’euros . 
Le président Paul Biya est se rend en France en visite officielle en 2009, puis en janvier 2013 et rencontre le président François Hollande à l’Elysée. Paul Biya retourne en France en décembre 2013 pour participer au sommet de l’Elysée pour la paix et la sécurité en Afrique, en mai 2014, pour le sommet de Paris sur la sécurité au Nigéria de mai 2014 et en décembre 2015 pour la COP 21.
Les principales visites de chef d'États français au Cameroun sont celle des présidents français François Mitterrand en juin 1983, Jacques Chirac en 1999 et François Hollande en juillet 2015. François Fillon s’est rendu au Cameroun en tant que Premier ministre en 2009 et Laurent Fabius, en tant ministre des Affaires étrangères, en 2013 et 2015.
Le Cameroun et la France sont membres de l'Organisation internationale de la francophonie.

### Relations avec le Royaume-Uni

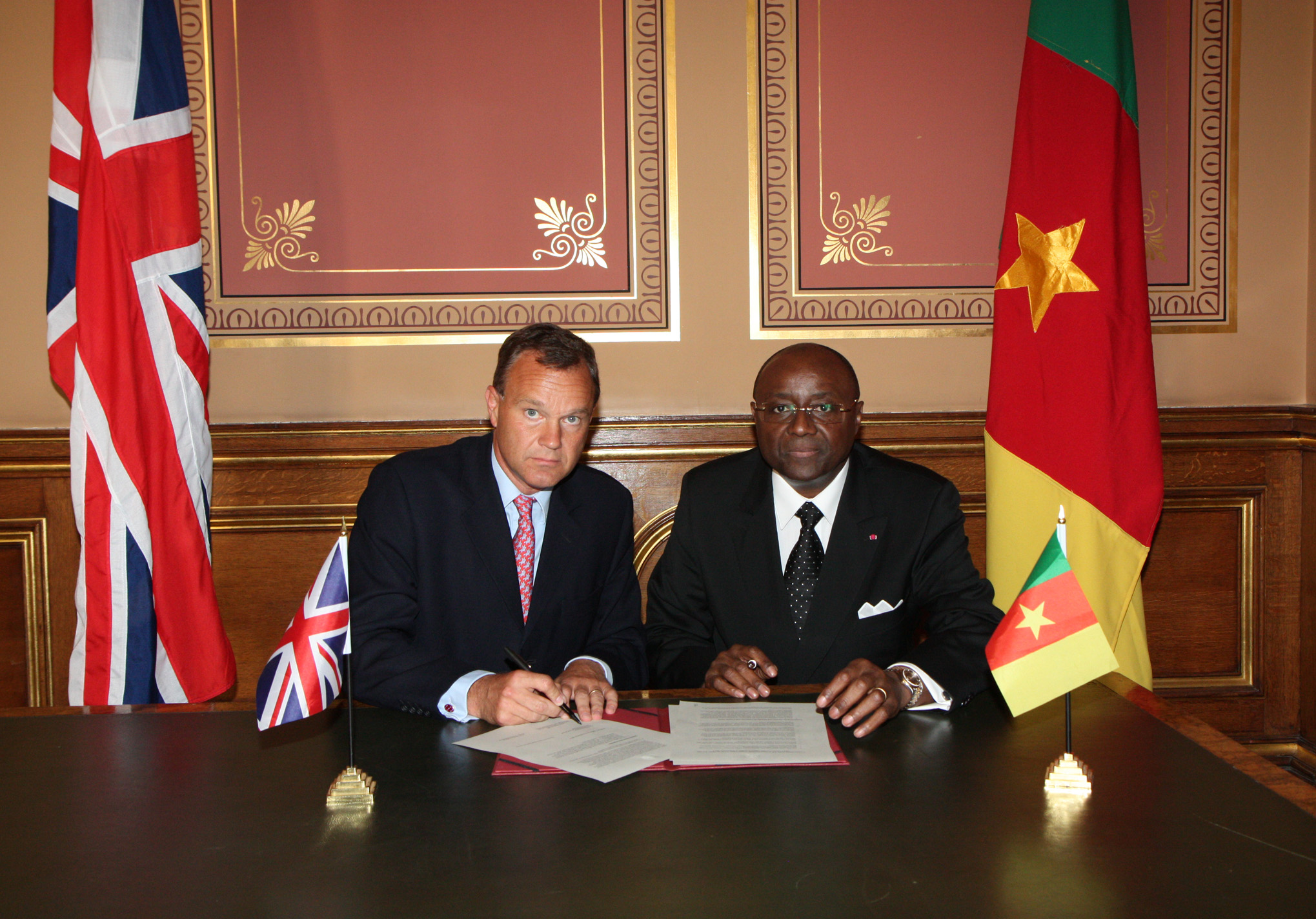
Mark Simmonds et Pierre Moukoko Mbonjo en septembre 2013.

Après la Première Guerre mondiale, la partie occidentale de l'ancien Cameroun allemand (1⁄5 du territoire), à la frontière avec le Nigeria, est placée sous administration britannique jusqu'en 1961. À l'issue d'un référendum, une partie du Cameroun britannique (Northern Cameroons) se rattache au Nigeria tandis que l’autre partie (Southern Cameroons) se prononce en faveur de son rattachement au Cameroun. 
Il en résulte une communauté anglophone dans le pays, qui représente environ 20 % des 22 millions de Camerounais.
En 1961, le Cameroun se plaint à la Cour internationale de justice (CIJ) accusant le Royaume-Uni d'avoir violé l’accord de tutelle s’appliquant au territoire du Cameroun sous administration britannique du fait que la tutelle avait abouti au rattachement de cette partie du territoire au Nigeria et non à la république du Cameroun, dont le territoire avait été auparavant administré par la France et auquel avait été rattaché le Southern Cameroons. Le Royaume-Uni soulève des exceptions préliminaires à la compétence de la Cour. 
La Cour estime qu’une décision judiciaire sur le fond du différend serait sans objet puisque, comme la république du Cameroun l’avait reconnu, un arrêt de la Cour ne pouvait avoir d’effet sur la décision de l’Assemblée générale des Nations unies stipulant le rattachement du Cameroun septentrional au Nigeria conformément aux résultats du référendum supervisé par les Nations unies. En conséquence, par arrêt du 2 décembre 1963, la Cour déclare ne pouvoir statuer au fond sur la demande du Cameroun.
Le Cameroun et le Royaume-Uni sont membres du Commonwealth.

### Relations avec les États-Unis

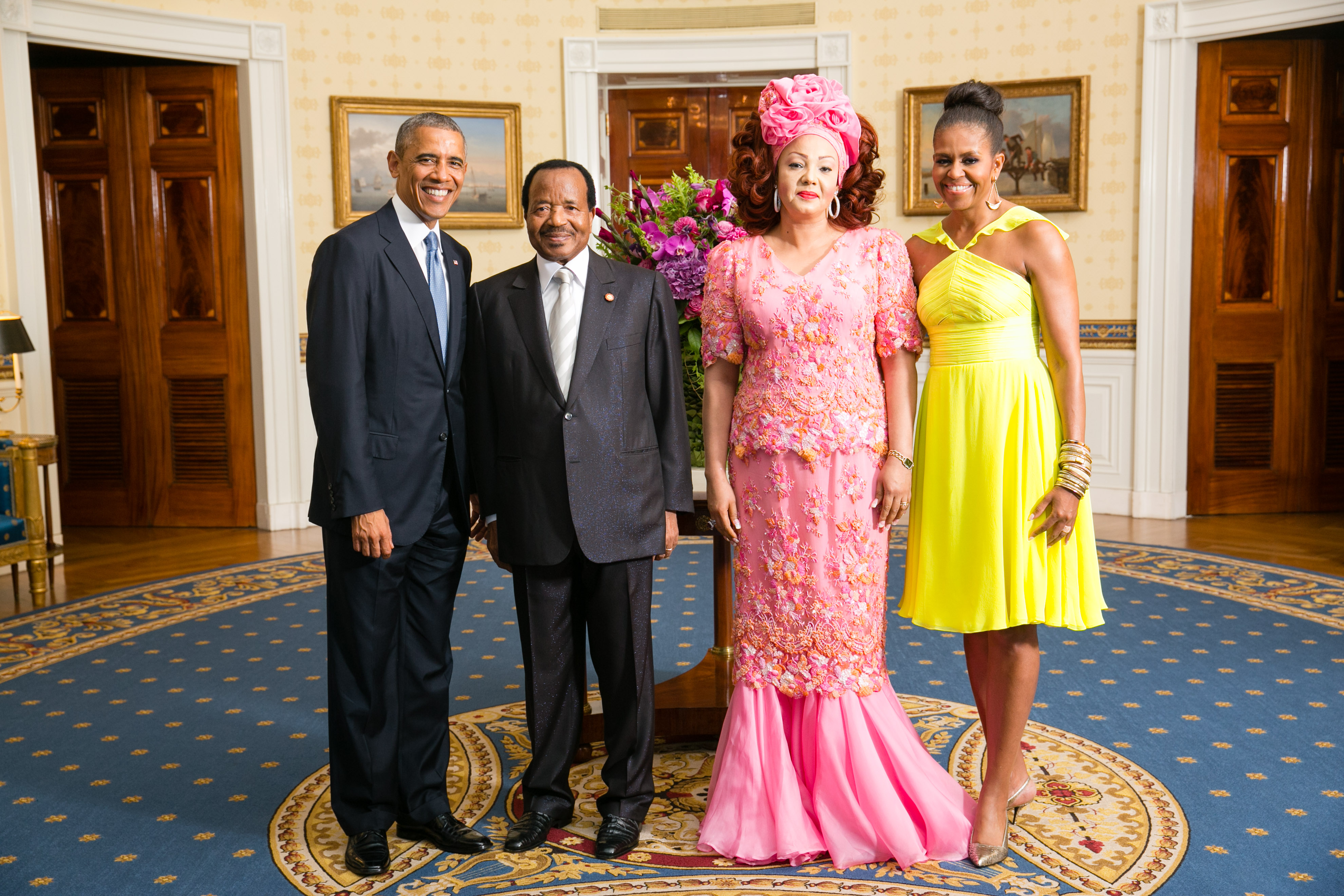
Les présidents américain et camerounais Barack Obama et Paul Biya et leurs épouses en 2014

En octobre 2015, le président américain Barack Obama annonce l'envoi de 300 militaires américains au Cameroun afin d'appuyer le gouvernement camerounais dans la lutte contre Boko Haram.
En février 2019, Washington met fin à plusieurs programmes d’assistance militaire pour le Cameroun pour protester contre des violations des droits humains de la part du régime camerounais, notamment dans les régions anglophones du pays. Les programmes d’aide au Cameroun supprimés par les États-Unis concernent la formation militaire et les armements pour un total de 17 millions d’euros.

## Relation avec l'Asie

### Relations avec la Chine
En 2018, les échanges commerciaux entre le Cameroun et la Chine étaient de 2,7 milliards de dollars, largement en faveur de Pékin dont les exportations ont représenté près de 1,7 milliard de dollars. La Chine est le premier client du Cameroun, captant 24 % de ses exportations en 2018.
En août 2018, le président camerounais Paul Biya rencontre son homologue chinois Xi Jinping à Pékin, pour le troisième sommet de la coopération sino-africaine. Lors de cette rencontre, la Chine annonce l'annulation d'une dette du Cameroun de 78 millions de dollars, dans le cadre d'une série de mesures visant à atténuer les difficultés économiques du pays. Le montant total de la dette du Cameroun envers la Chine s'élève à 5,7 milliards de dollars, résultant d'emprunts dédiés à la construction de barrages, des routes, des hôpitaux et d'autres infrastructures.
Les ports camerounais de Limbé et Kribi sont en grande partie financés par la Banque d'investissement chinoise, et ont vocation à devenir des ports en eau profonde pour abriter les navires avec de plus grands tirants d'eau que ceux accédant aujourd'hui au port de Douala.

### Relations avec Israël

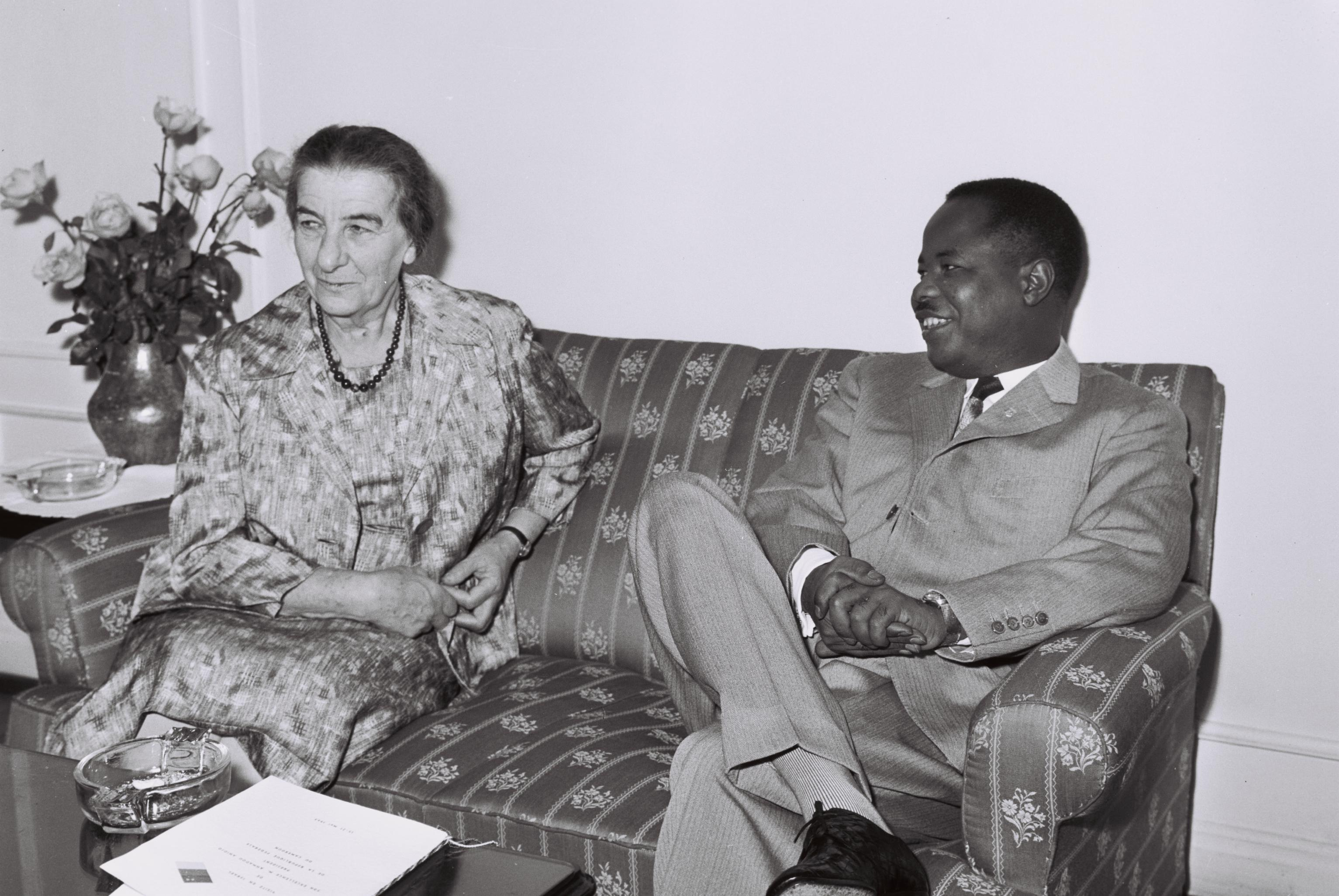
Ahmadou Ahidjo et Golda Meir en mai 1963

En 1963, le président camerounais Ahmadou Ahidjo effectue une officielle de six jours en Israël et rencontre le Premier ministre Golda Meir et son prédécesseur David Ben Gourion, avec qui il diffuse une déclaration conjointe soulignant les parfaites relations entre les deux États.
En 1973, à la suite de la guerre israélo-arabe du « Kippour », le Cameroun rompt ses relations diplomatiques avec l'État hébreu à l'instar de la majorité de pays africains, sous pression des pays arabes. Leurs relations diplomatiques sous rétablies en 1986, lors d'un rencontre entre le Premier ministre Shimon Peres et le président camerounais Paul Biya à Yaoundé. 
Paul Biya entretien avec Israël une importante coopération dans le domaine sécuritaire, qui va jusqu'à confier à une société de sécurité israélienne sa protection personnelle. Les soldats du bataillon d’intervention rapide (BIR), une unité d’élite de l’armée camerounaise sont formés, équipés et entraînés par des conseillers israéliens, rémunérées avec la rente pétrolière captée par la Société nationale des hydrocarbures. En octobre 2023, lors de la reprise de la guerre entre Israël et le Hamas, ce dernier va exprimer, contrairement à nombre de pays africains, un soutien sans équivoque à Israël.